# Brandleben
Brandleben ist ein Ortsteil der Gemeinde Langendorf im Landkreis Lüchow-Dannenberg in Niedersachsen.
In der Elbe wird zwischen Brandleben, Gaarz (Brandenburg) und Dömitz (Mecklenburg-Vorpommern) ein Dreiländereck gebildet.

## Geschichte
Seit 1972 gehört Brandleben zusammen mit Cacherien zur Gemeinde Langendorf.

## Söhne und Töchter
- Klaus G. Gaida (* 1950), Maler